# Полупроводниковый резистор
Полупроводниковый резистор — полупроводниковый прибор с двумя выводами, в котором используется зависимость электрического сопротивления полупроводника от температуры, освещенности, напряжения и других параметров. В полупроводниковых резисторах применяют полупроводник, равномерно легированный примесями. В зависимости от типа примесей удаётся получить различные зависимости сопротивления от внешнего воздействия.
| Тип резисторов     | Условное обозначение |
| ------------------ | -------------------- |
| Линейные резисторы |                      |
| Варисторы          |                      |
| Тензорезисторы     |                      |
| Терморезисторы     |                      |
| Фоторезисторы      |                      |

Первые две группы полупроводниковых резисторов в соответствии с этой классификацией — линейные резисторы и варисторы — имеют электрические характеристики, слабо зависящие от внешних факторов: температуры окружающей среды, вибрации, влажности, освещённости и др. Для остальных групп полупроводниковых резисторов, наоборот, характерна сильная зависимость их электрических характеристик от внешних факторов. Так, характеристики терморезисторов существенно зависят от температуры, характеристики фоторезисторов — от освещённости, характеристики тензорезисторов — от механических напряжений.